# Peter Fonagy

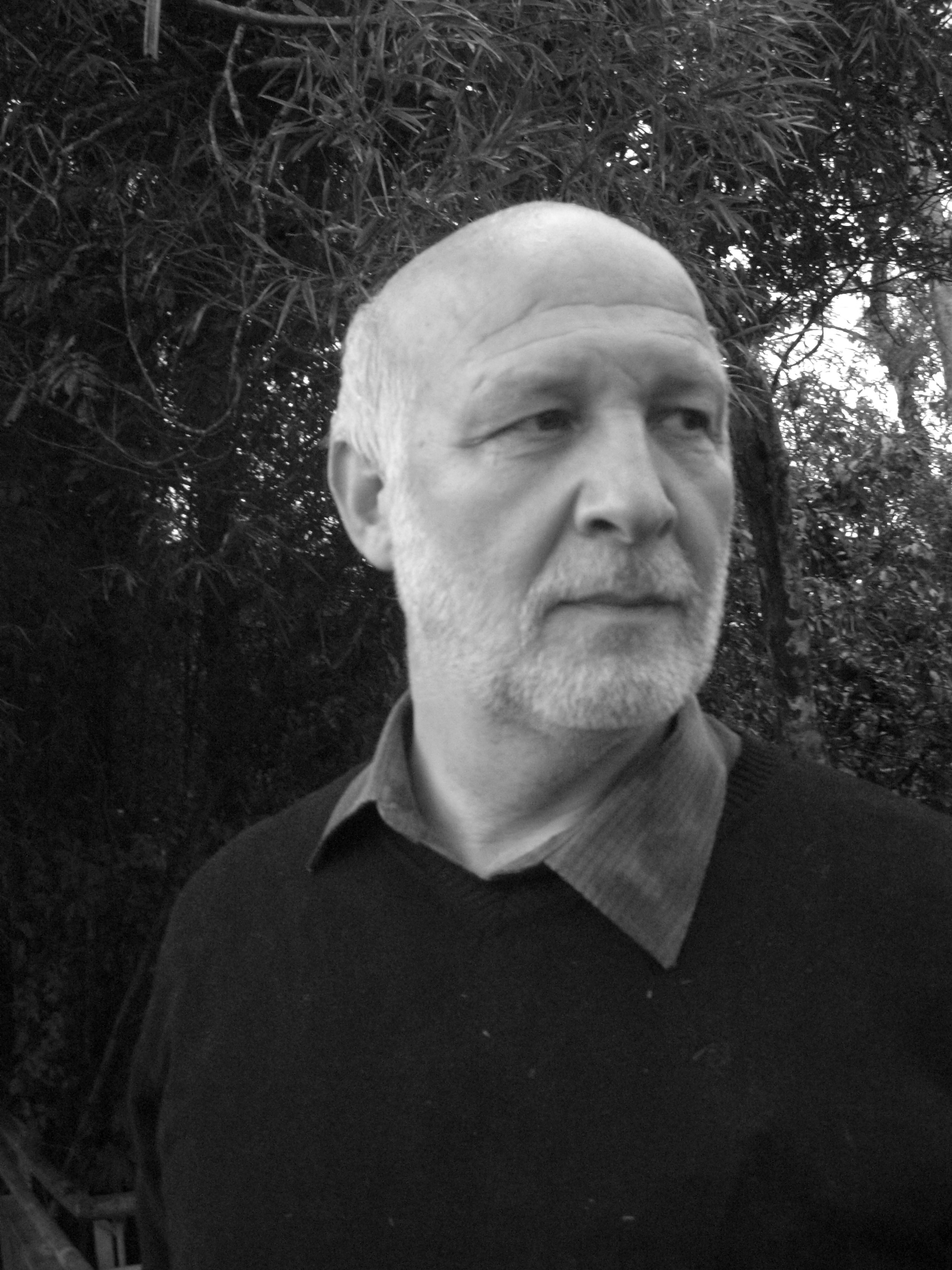
Peter Fonagy, 2008

Peter Fonagy (* 14. August 1952 in Budapest) ist ein englischer Psychologe und Psychoanalytiker sowie Professor für Psychologie am University College London. Er entwickelte aufgrund empirischer Forschungsergebnisse das Konzept der Mentalisierung und die darauf aufbauende Mentalisierungsbasierte Psychotherapie, die zur Behandlung von psychischen Störungen, vor allem struktureller Störungen, eingesetzt wird.

## Leben
Geboren und aufgewachsen in Budapest verließ Fonagy Ungarn mit der Familie im Jahr 1967. Die Eltern ließen sich in Paris nieder, wollten aber ihrem Sohn eine britische Ausbildung angedeihen lassen und schickten ihn deshalb zum Studium nach London. Fonagy wurde depressiv, er vermisste seine Freunde, die Familie und sprach kein Englisch. Ein Nachbar, der sich sorgte, schlug vor, sich Hilfe zu suchen und so geriet er in Behandlung bei der Kinderpsychotherapeutin Anne Hurry in der damals sogenannten Hampstead Clinic. Sein Gesundheitszustand besserte sich, er schloss die Schule ab und nahm sein Psychologie-Studium am University College London (UCL) auf. Diese Erfahrung habe dazu beigetragen, dass er später selbst Psychoanalytiker werden wollte, wie Eleanor Sawbridge Burton 2017 auf der Webseite des psychoanalytischen Instituts der British Psychoanalytical Society mitteilte.
Juveniler Diabetes mellitus und die Ursachen für die Nichtbefolgung ärztlicher Ratschläge war der erste Forschungsschwerpunkt des jungen Fonagy. Peter Fonagy ist Professor am University College London, er hält dort den Freud Memorial Chair und leitet die Psychoanalytic Unit für Doktorratsstudenten. Zudem ist er Forschungskoordinator am Anna Freud Centre (London) und in dieser Position Nachfolger von Anna Freud und Joseph Sandler. Er ist Vize-Präsident der Internationalen Psychoanalytischen Vereinigung sowie Mitherausgeber einer Anzahl von Fachzeitschriften, z. B. des International Journal of Psychoanalysis, von Development and Psychopathology und des Bulletin of the Menninger Clinic.

## Werk
Fonagy bemüht sich insbesondere um empirische und interdisziplinäre Psychotherapieforschung mit den Schwerpunkten Bindungstheorie, Mentalisierung und Psychoanalyse. Er gilt in dieser Hinsicht als einer der weltweit führenden Köpfe.
Er gab den Adult Attachment Interview Test an Schwangere und untersuchte die Bindungsqualität ein Jahr nach der Geburt der Kinder. Er fand eine direkte Korrelation zwischen unsicherer Bindung in der Kindheit bei den Müttern und unsicherer Bindung bei deren Kindern.
Er gilt als Begründer des Konzeptes der Mentalisierung, welche die Theorie of Mind-Forschung und Bindungstheorie mit psychoanalytischen Theorien verknüpft. 
Auf der Grundlage des Mentalisierungskonzeptes entwickelte Fonagy mit seinen Mitarbeitern die Mentalisierungsbasierte Psychotherapie (Mentalisation-Based-Treatment, kurz: MBT). Diese besondere Form der psychodynamischen Psychotherapie wird zur Behandlung schwerer Persönlichkeitsstörungen wie der Borderline-Persönlichkeitsstörung und der Dissozialen-Persönlichkeitsstörung eingesetzt.

## Ehrungen
- 1972 MacDougall-Preis des University College London
- 1997 Wahl zum Mitglied der British Academy[4]
- 2006 Internationaler Sigmund-Freud-Preis für Psychotherapie